# سونایموری
سونایموری (به لاتین: Sonaimuri) یک منطقهٔ مسکونی در بنگلادش است که در ناحیه نواکهلی واقع شده‌است. سونایموری ۱۷۰٫۴۲ کیلومتر مربع مساحت و ۳۲۷٬۰۰۰ نفر جمعیت دارد.